# Manon Flier

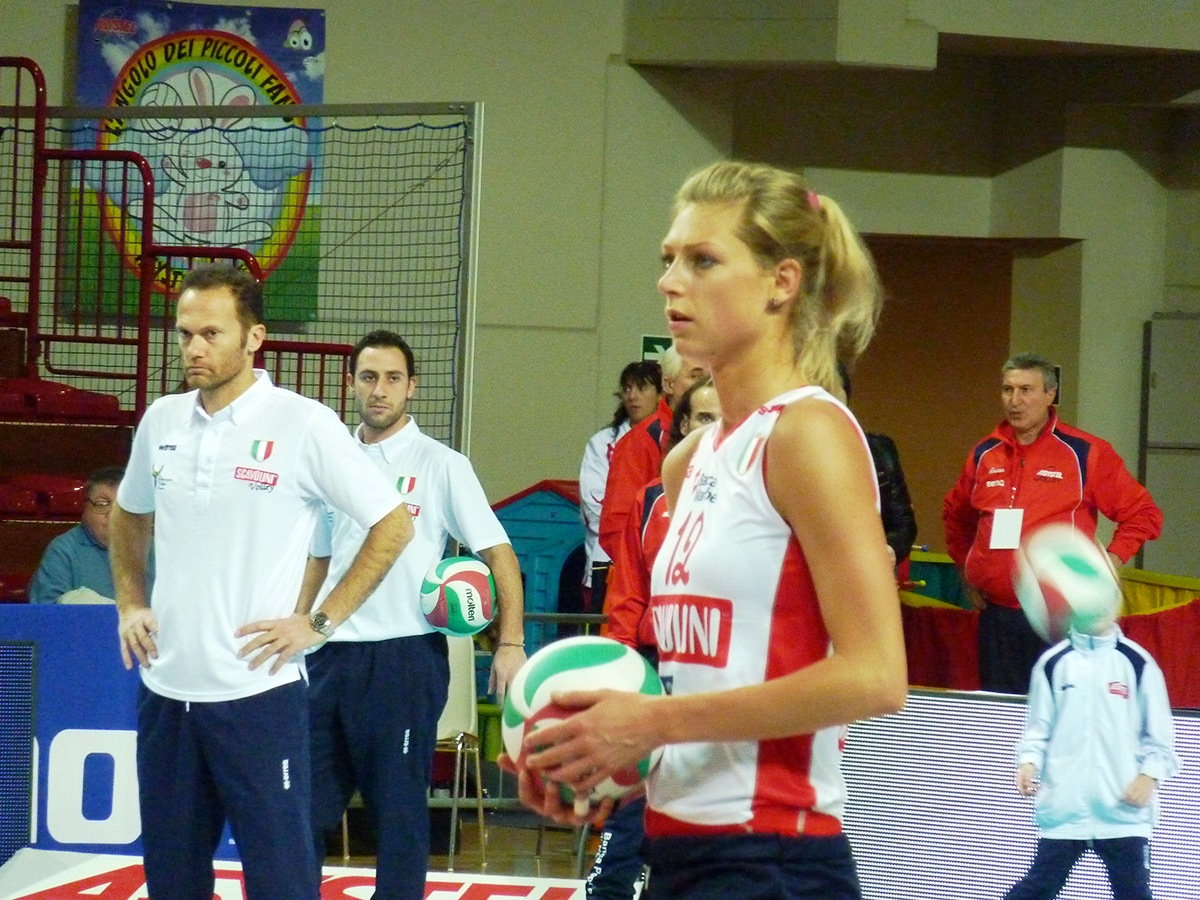
Flier met de bal in haar hand.

Manon Nummerdor-Flier (Nieuwleusen, 8 februari 1984) is een voormalig Nederlands volleybalspeelster (als diagonaalspeelster) en voormalig beachvolleybalspeelster.
Flier speelde in het seizoen 2008-2009 in Italië bij Jesi. Vanaf het seizoen 2010-2011 speelde zij bij Scavolino Pesaro. In Italië was Flier een van de topspeelsters in de volleybalwereld. Van 2005 tot 2008 speelde Flier samen met veel andere speelsters van het Nederlands damesvolleybalteam bij Martinus. In die periode probeerde ze zich met het Nederlands team te kwalificeren voor de Olympische Zomerspelen 2008, de road to Beijing. Dit lukte echter niet.
Op 28 september 2014 bereikte Manon Flier een totaal van 400 interlands. Op 22 oktober 2015 had ze 430 interlands gespeeld en staat ze op de tweede plaats van de record-internationals van het Nederlandse vrouwenvolleybal achter de overleden Ingrid Visser met 514 interlands.
Flier is op 14 juni 2014 getrouwd met beachvolleyballer Reinder Nummerdor. Ze kregen in juli 2016 een dochter en in oktober 2019 een zoon.
Wegens zwangerschap kon zij niet deelnemen aan het Olympisch Kwalificatietoernooi in Tokio in mei 2016, waar een ticket voor de Olympische Spelen verkregen werd. Zij miste daardoor ook de Olympische Spelen. Zij was wel mede-presentator bij de NOS Studio Sport in Nederland bij de vrouwen volleybal wedstrijden bij hun Olympische Kwalificatie Toernooi en bij Olympische spelen (kort nadat ze bevallen was).
Ze maakte bekend op 24 oktober 2016 te gaan Beachvolleyballen met Marleen van Iersel. Het duo Flier/van Iersel deed mee aan het NK Beachvolleybal januari 2017 in Aalsmeer tot het in de kwartfinale verslagen werd. Het duo werd opgenomen in het Beachvolleybal Team Nederland Dames. Op 15 augustus 2017 maakte Manon Flier bekend te stoppen met beachvolleybal door fysieke klachten en de moeilijke combinatie met haar gezinsleven.

## Clubhistorie
| Club               | Land         | Periode   |
| ------------------ | ------------ | --------- |
| Flash Nieuwleusen  | Nederland    | Jeugd     |
| Volco Ommen        | Nederland    | 1999-2001 |
| VV Pollux          | Nederland    | 2001-2002 |
| VC Weert           | Nederland    | 2002-2004 |
| Asystel Novara     | Italië       | 2004-2005 |
| Martinus           | Nederland    | 2005-2008 |
| Jesi Volley        | Italië       | 2008-2009 |
| Asystel Novara     | Italië       | 2009-2010 |
| Scavolini Pesaro   | Italië       | 2010-2011 |
| Toray Arrows       | Japan        | 2011-2012 |
| Azerrail Baku      | Azerbeidzjan | 2012-2013 |
| Igtisadchi Baku    | Azerbeidzjan | 2013-2014 |
| Fujian Xi Meng Bao | China        | 2014-2015 |

## Palmares

### Individueel
- 2007 · FIVB World Grand Prix "Most Valuable Player"
- 2009 · FIVB World Grand Prix "Best Scorer"
- 2009 · FIVB World Grand Prix "Best Server"
- 2009 · European Championships "Most Valuable Player"
- 2010–11 · CEV Champions League Final Four "Best Spiker"
- 2013-14 · Azerbaijan Super League "Best Server"